# Agrostis munroana
Agrostis munroana är en gräsart som beskrevs av James Edward Tierney Aitchison och William Botting Hemsley. Agrostis munroana ingår i släktet ven, och familjen gräs. Inga underarter finns listade i Catalogue of Life.